# Quận Buchanan, Virginia
Quận Buchanan là một quận thuộc tiểu bang Virginia, Hoa Kỳ.
Quận này được đặt tên theo. Theo điều tra dân số của Cục điều tra dân số Hoa Kỳ năm 2000, quận có dân số 26.978 người. Quận lỵ đóng ở Grundy.6Đây là quận nghèo nhất ở tiểu bang Virginia và là một trong 100 quận nghèo nhất ở Hoa Kỳ xếp theo thu nhập trung bình hộ .

## Địa lý
Theo Cục điều tra dân số Hoa Kỳ, quận có diện tích km2, trong đó có km2 là diện tích mặt nước.